# Calle del Marqués del Arco
La calle del Marqués del Arco es una vía pública de la ciudad española de Segovia.

## Descripción
La vía nace de la Plaza Mayor y discurre hasta llegar a la de la Merced. Se llamó «calle de la Almudaina» por un mercado de granos que había allá y también «calle de los Leones» por adornar este animal la balaustrada del enlosado de la catedral, pero con el título actual honra a Joaquín de Isla Fernández, marqués del Arco, que fue alcalde de la ciudad en 1867. A la entrada de la calle está el palacio del Marqués del Arco, datado del siglo XVI. Aparece descrita en Las calles de Segovia (1918) de Mariano Sáez y Romero con las siguientes palabras:

Leones.—Esta calle va desde la Plaza Mayor a la calle de Daoíz. En la calle se destaca la puerta norte de la Catedral, llamada de San Frutos, con los ábsides de las capillas del lado del Evangelio y sigue después la amplia lonja de losas de piedra que se conoce por el Enlosado, a la que se sube desde esta calle por dos amplias escalinatas. [...] El nombre de Leones de la calle procede de las figuras de estos animales que decoran la balaustrada del enlosado, leones rampantes sosteniendo escudos. Antes se llamó de la Almudaina, por ser en esta calle el viejo mercado de granos. En el número 28 de esta vía hay un pequeño corralillo de vecindad y en el número 4 el palacio del marqués del Arco, nombre de este titulado que ahora lleva la calle. [...] El prócer cuyo nombre rotula la calle que ha podido conservar su designación antigua, y rotular con el del personaje otra vía más secundaria, fué D. Joaquín de Isla Fernández, marqués del Arco, dueño de la ostentosa casa señorial y que en Segovia pasaba grandes temporadas. Fué alcalde de la Capital en 1867, y su consejo era solicitado en los asuntos que afectaban a la población, pues era respetado como buen segoviano de virtud y de prestigio. Muy caritativo, frecuentemente repartía dinero y bonos en especie a las clases menesterosas. Murió en 1910.
(Sáez y Romero, 1918, pp. 104-107)